# Świnie Oko
Świnie Oko (deutsch Eichelswalde) ist ein Ort in der polnischen Woiwodschaft Ermland-Masuren und gehört zur Landgemeinde Piecki (Peitschendorf) im Powiat Mrągowski (Kreis Sensburg).

## Geographische Lage
Świnie Oko liegt inmitten der Woiwodschaft Ermland-Masuren, zwölf Kilometer südöstlich der Kreisstadt Mrągowo (deutsch Sensburg).

## Geschichte
Die 1785 Schwienieoko und 1818 Schwinicken genannte Landgemeinde Eichelswalde bestand ursprünglich aus ein paar kleinen Höfen und Gehöften. 1874 wurde sie in den Amtsbezirk Pfeilswalde (polnisch Pilnik, nicht mehr existent) eingegliedert, der bis 1945 bestand und zum Kreis Sensburg im Regierungsbezirk Gumbinnen (ab 1905: Regierungsbezirk Allenstein) in der preußischen Provinz Ostpreußen gehörte.
Aufgrund der Bestimmungen des Versailler Vertrags stimmte die Bevölkerung im Abstimmungsgebiet Allenstein, zu dem Eichelswalde gehörte, am 11. Juli 1920 über die weitere staatliche Zugehörigkeit zu Ostpreußen (und damit zu Deutschland) oder den Anschluss an Polen ab. In Eichelswalde stimmten 80 Einwohner für den Verbleib bei Ostpreußen, auf Polen entfielen keine Stimmen.
Im Jahre 1945 wurde Eichelswalde in Kriegsfolge mit dem gesamten südlichen Ostpreußen an Polen überstellt und erhielt die polnische Namensform „Świnie Oko“. Heute ist der kleine Ort Teil der Landgemeinde Piecki (Peitschendorf) im Powiat Mrągowski (Kreis Sensburg), bis 1998 der Woiwodschaft Olsztyn, seither der Woiwodschaft Ermland-Masuren zugehörig.

### Einwohnerzahlen
| Jahr | Anzahl |
| ---- | ------ |
| 1867 | 389    |
| 1885 | 376    |
| 1905 | 100    |
| 1910 | 109    |
| 1933 | 127    |
| 1939 | 108    |
| 2006 | 2      |

## Kirche
Bis 1945 war Eichelswalde in die evangelische Kirche Barranowen (1938 bis 1945 Hoverbeck, polnisch Baranowo) in der Kirchenprovinz Ostpreußen der Kirche der Altpreußischen Union sowie in die katholische Kirche in Sensburg (polnisch Mrągowo) im Bistum Ermland eingepfarrt.
Heute gehört Świnie Oko zur Pfarrei Baranowo im Bistum Ełk in der polnischen katholischen Kirche bzw. zur Kirche in Mikołajki in der Diözese Masuren der Evangelisch-Augsburgischen Kirche in Polen.

## Verkehr
Świnie Oko liegt südlich der polnischen Landesstraße 16 (einstige deutsche Reichsstraße 127) und ist über Inulec (Inulzen, 1938 bis 1945 Neufasten) zu erreichen. Auch führt aus dem Gemeindegebiet Piecki (Peitschendorf) eine Nebenstraße in den Ort. Eine Bahnanbindung besteht nicht.